# Ločki dol
Ločki dol je manjši potok, ki izvira v bližini vasi Loke, kjer tudi ponikne. Njegove vode se severno od naselja Krško pridružijo potoku Potočnica, ta pa se kot levi pritok izliva v reko Savo. 